# Paglia (Fluss)
Der Paglia [ˈpaʎa] ist ein rechter Nebenfluss des Tiber, in den er südöstlich von Orvieto mündet. Er entspringt auf ca. 1000 m Höhe am Abhang des Monte Amiata in der südlichen Toskana im Gebiet der Gemeinde Abbadia San Salvatore.

## Verlauf
Der Paglia hat eine Länge von 86 km und durchfließt die Provinzen Siena, Viterbo und Terni. Er entsteht durch den Zusammenfluss von Pagliola und Vascio. Die Provinz Siena durchfließt er dabei auf 16 km und passiert dabei die Gemeinden Abbadia San Salvatore, Piancastagnaio, Radicofani und San Casciano dei Bagni. Nach Ponte a Rigo, einem Ortsteil von San Casciano dei Bagni, tritt er in die Provinz Latium ein, wo er das Gemeindegebiet von Proceno und Acquapendente durchquert. Kurz nach Proceno und kurz vor Acquapendente im Gemeindegebiet von Acquapendente unterfließt der Paglia die Brücke Ponte Gregoriano, die von 1578 bis 1580 durch den Architekten Giovanni Fontana entstand und Papst Gregor XIII. gewidmet ist. Sie ist Teil der Via Cassia. In Umbrien bewegt sich der Paglia auf den Territorien von Castel Viscardo, Orvieto und Baschi. Hier fließt er bei Baschi Scalo in den Tiber.

## Bilder

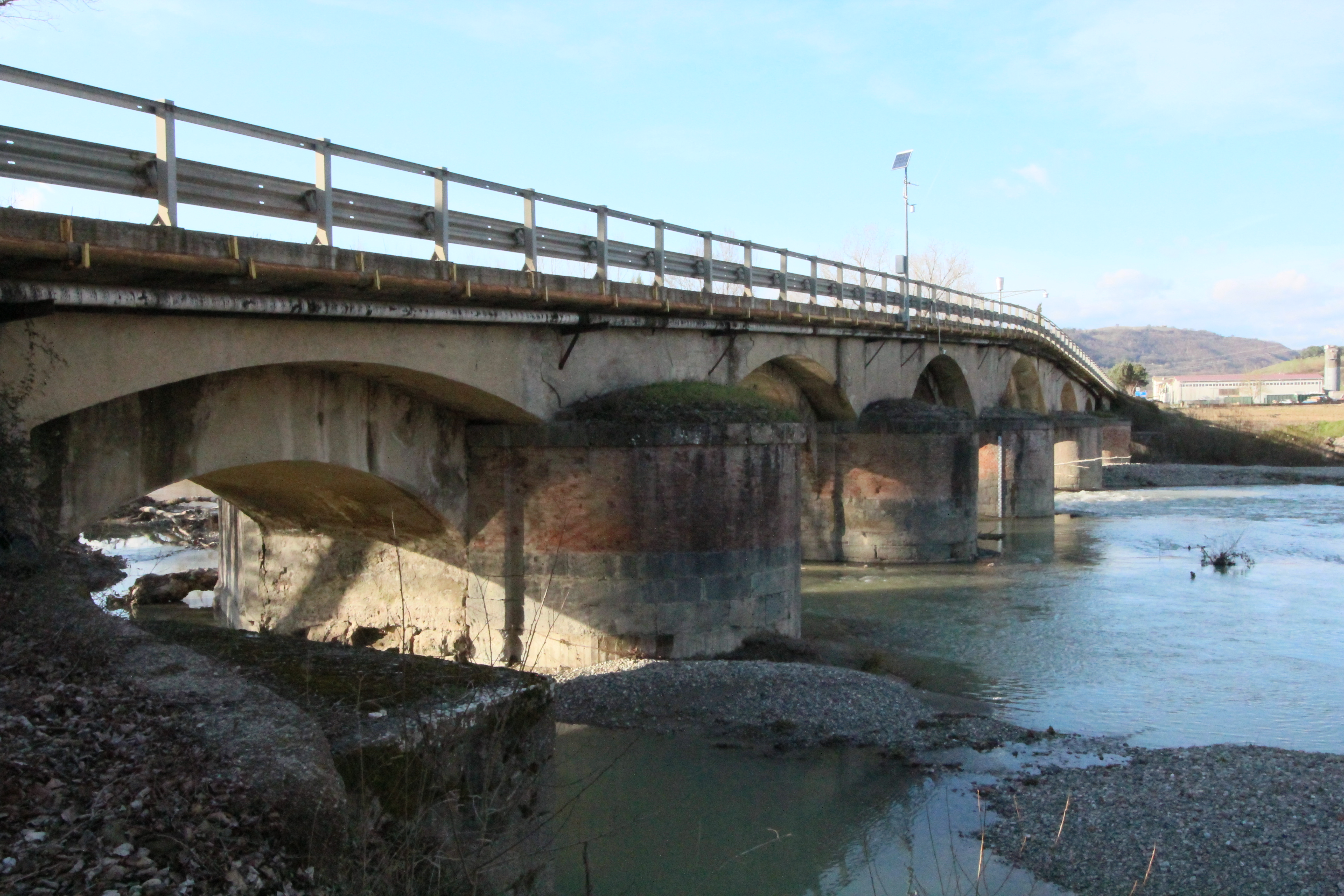
Brücke Ponte Gregoriano nördlich von Acquapendente